# De Noailles

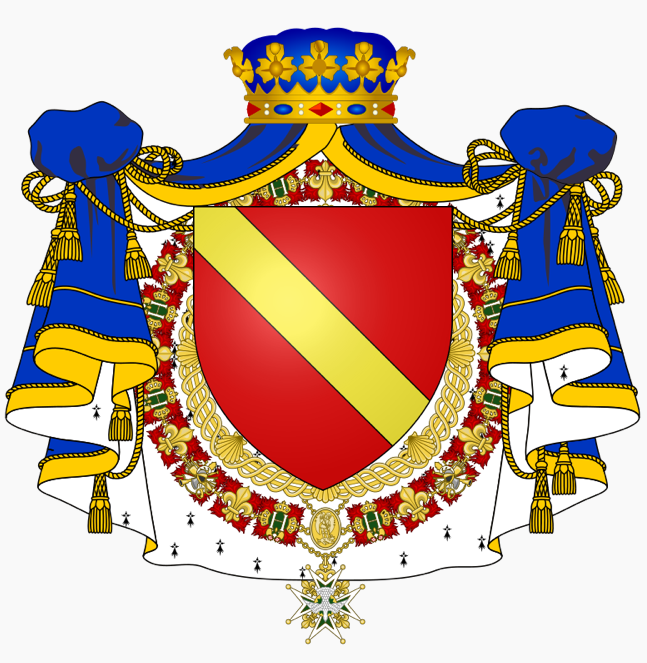
Wapen geslacht de Noailles

De Noailles is een oud Frans adellijk geslacht waarvan de oudste vermeldingen teruggaan tot 1023 en dat verschillende bekende leden kent.

## Geschiedenis
De familie is afkomstig uit de plaats Noailles in de Limousin en kent verschillende takken. De stamreeks begint in 1230 met Pierre de Noailles. De titel van graaf werd verleend in 1593, die van hertog (van Noailles) in 1663, en Grande van Spanje in 1711.

## Adellijke titels
Het geslacht draagt verschillende adellijke titels die verschillende takken onderscheiden, zoals:
- Hertog van Noailles, titel bestaand sinds 1663 vanouds het hoofd van de oudste tak van het geslacht
  - Huidige titeldrager (sinds 2009): Hélie de Noailles (1943), 10e hertog van Noailles
- Hertog van Ayen, titel bestaand sinds 1737 en vanouds gedragen door de oudste zoon van de hertog van Noailles
  - Huidige titeldrager (sinds 2009): Emmanuel Paul Louis Marie de Noailles (1983), 9e hertog van Ayen
- Hertog van Mouchy, Spaanse titel verleend in 1747 aan een jongere tak van het geslacht; Franse titel hertog de Mouchy verleend in 1817
  - Huidige titeldrager (sinds 2011): Antoine Georges Marie de Noailles (1950), 8e Franse hertog van Mouchy, 9e Spaanse hertog van Mouchy, en prins-hertog van Poix; zijn vermoedelijke opvolger is zijn oudste zoon: Charles Antoine Marie de Noailles (1984), prins van Poix
- Prins van Poix, Spaanse titel verleend in 1729 en vervolgens tot 1817 gedragen door de oudste zoon van de hertog van Mouchy, i.e. diens vermoedelijke opvolger; sinds dat laatste jaar zijn beide titels aan dezelfde persoon verbonden en bezit het hoofd de titels hertog van Mouchy en hertog en prins van Poix. Niettemin draagt volgens traditie het hoofd van deze tak alleen de titel hertog van Mouchy en de vermoedelijke opvolger de titel van prins van Poix. In 1817 werd ook de Franse titel hertog van Mouchy gecreëerd. De Franse titel prins van Poix wordt niettemin gedragen door de oudste zoon van de hertog van Mouchy
  - Huidige titeldrager (sinds 2011): Charles Antoine Marie de Noailles (1984), 14e prins van Poix

## Enkele telgen
- Louis-Marie de Noailles (1756-1804), officier en Frans revolutionair
- Anna gravin de Noailles née Bibesco-Bassaraba prinses de Brancovan (1876-1933), dichteres en bevriend met Marcel Proust
- Charles burggraaf de Noailles (1891-1981), mecenas
- Élisabeth Pauline Sabine Marie de Noailles (1898-1969), tennisspeelster, bekend onder de naam Élisabeth d'Ayen
- Marie-Laure burggravin de Noailles née Bisschofsheim (1902-1970), mecenas en echtgenote van voornoemde Charles